# Xiaolangdi-Talsperre
Die Xiaolangdi-Talsperre ist eine große Talsperre am Gelben Fluss (Huang He) in China. Sie liegt im Gebiet von Mengjin und Jiyuan, 40 km nördlich von Luoyang in der Provinz Henan. Die Talsperre dient mehreren Zwecken. Das zugehörige Wasserkraftwerk hat eine Leistung von 1800 MW. Die Talsperre dient außerdem der Bewässerung, der Wasserversorgung, dem Hochwasserschutz und der Kontrolle der Sedimente.
Die Talsperre wurde hauptsächlich durch die Baukonzerne Ed. Züblin, Strabag, Wayss & Freytag, Philipp Holzmann, Hochtief, sowie italienische und französische Baufirmen errichtet.

## Staudamm
Der Staudamm liegt ungefähr 130 km unterhalb der Sanmenxia-Talsperre und 128 km oberhalb der Huayuankou-Talsperre. Er besteht aus Steinschüttung und ist erdbebensicher gebaut worden. Der Überlauf hat eine Einrichtung, um ein Versetzen der Überläufe mit Eisschollen zu verhindern. Die Bauarbeiten begannen 1994 und wurden auf 11 Jahre Dauer angelegt. Im Januar 2004 wurde die erste Kraftwerksturbine in Betrieb genommen. Die gesamten Baukosten werden auf 4,2 Milliarden US-Dollar geschätzt.
Der Staudamm ist 160 m hoch und 1667 m lang. Das Volumen des Bauwerks beträgt 50,73 Mio. m³.

## Kraftwerk
In dem unterirdischen Kraftwerk (Länge × Breite × Höhe 251 × 26 × 61 m) sind 6 Maschinen mit jeweils 300 MW Leistung installiert, so dass das Kraftwerk eine installierte Leistung von 1800 MW aufweist. Die Jahreserzeugung liegt bei 5,1 Mrd. kWh.

## Bewässerung
Zwei Millionen Hektar Fläche werden durch die Talsperre bewässert. Um Wasser zu entnehmen und abzuleiten, gibt es neun große Stollen. Der Gelbe Fluss verliert durch die Bewässerung großer Flächen viel Wasser, so dass er in Trockenzeiten manchmal austrocknet. In den letzten Jahrzehnten hatte er mehrmals so wenig Wasser, dass er zeitweise nicht mehr das Meer erreichte, so geschehen 1972 und 1997.

## Hochwasserschutz
Das Land ist oft von Hochwasser, aber auch Dürre und Hunger heimgesucht worden. Die Talsperre soll einem 10.000-Jahres-Hochwasser standhalten und es mildern, zum Beispiel soll der Abfluss dabei von 45.000 m³/s auf 27.500 m³/s reduziert werden. Unterhalb der Talsperre werden große vormals hochwassergefährdete Gebiet für die Landwirtschaft nutzbar. Mit dem Bau der Talsperre wird die Wahrscheinlichkeit, dass die beiden großen Flutpolder Dong Ping Hu und Beijindi geflutet werden müssen, geringer. Für Dong Ping Hu beträgt die Wahrscheinlichkeit jetzt einmal in 100 Jahren, für Beijindi einmal in 1000 Jahren. Mit dem Projekt werden 103 Millionen Menschen in Nordchina, mehrere große Städte und Industrie vor Hochwasser geschützt.

## Sedimente
Der Schlamm des Gelben Flusses lagert sich im Unterlauf ab und verursacht einen ständigen Anstieg des Flussbettes, so dass die Deiche immer höher werden müssen. Jedes Jahr müssen sie um 10 cm erhöht werden, was enorme Kosten verursacht und auch nicht dauernd weitergehen kann, weil die Deiche unsicher werden. Die Talsperre soll 20 Jahre lang Sedimente aufnehmen können.

## Umsiedlungen
Das Projekt wurde teilweise von der Weltbank finanziert. Die Umweltauswirkungen sind untersucht worden, unter anderem um die Bedingungen der Weltbank zu erfüllen. Zum Schutz historischer Stätten und der öffentlichen Gesundheit und Wohlfahrt sind Pläne aufgestellt worden. Ungefähr 181.000 Menschen mussten umgesiedelt werden, meist Landbevölkerung. Sie erhalten Entschädigung und neue Wohngebiete mit mindestens so guten Häusern und Verdienstmöglichkeiten wie vorher.

## Alternativen
Folgende Alternativen zum Bau der Talsperre sind betrachtet worden:
- Eine Erhöhung der Deiche für eine 1000-Jahre-Flut wäre sehr kostenintensiv gewesen und hätte die Sedimentablagerung im Unterlauf nicht verhindert.
- Maßnahmen, um die Erosion des Lössbodens im Einzugsgebiet zu verhindern wären langfristig besser, aber hätten den Hochwasserschutz nicht verbessert. Bewässerung und Stromerzeugung wären nicht ermöglicht worden.
- Ein zusätzlicher Hochwasserentlastungskanal neben dem Fluss hätte große Kosten verursacht, die Kommunikations- und Transportverbindungen und die Bewässerung unterbrochen, und 700.000 bis 930.000 Menschen müssten umgesiedelt werden.
- Für einen Ausbau oder Neubau der bestehenden Kanäle hätte man 500.000 Menschen umsiedeln müssen.